# アンソニー・フォンタナ
アンソニー・ウィリアム・フォンタナ（Anthony William Fontana, 1999年10月14日 - ）は、アメリカ合衆国・デラウェア州ニューアーク出身のサッカー選手。コロラドスプリングス・スイッチバックスFC所属。ポジションはMF。

## クラブ経歴
4歳の時にサッカーを始め、高校入学と同時にフィラデルフィア・ユニオンのユースアカデミーに入所。2016年にチームIIに昇格し、7月3日のUSLチャンピオンシップ (2部リーグ)のFCシンシナティ戦で初出場。2017年7月にプロ契約を締結。2018年3月3日のニューイングランド・レボリューション戦で、プロデビュー戦でプロ初ゴールも記録。2020年シーズンは19試合6ゴールを記録し、サポーターズ・シールドも獲得した。
2022年2月4日、アスコリ・カルチョ1898 FCと2年半の契約を締結したことが発表された。
2月中旬にアスコリと契約を解消して以降は一時的に母国に帰国していたが、2023年3月8日、エールステ・ディヴィジのPECズヴォレにシーズン終了までの契約（1年間の契約延長オプション付き）で加入した。
2025年1月6日、コロラドスプリングス・スイッチバックスFCに移籍した。

## 代表経歴
2018年にフロリダ州で開催されたCONCACAF U-20選手権にU-20のアメリカ代表で出場。グループリーグ2試合の出場に終わったものの計4ゴールを決めた。

## 人物
- フォンタナ一家はイタリアにルーツを持っている[5]。